# 9 juin
Pour les articles homonymes, voir Neuf-Juin.
9 mai 9 juillet
Chronologies thématiques
- Croisades
- Ferroviaires
- Sports
- Disney
- Anarchisme
- Catholicisme

Abréviations / Voir aussi
- (° 1852) = né en 1852
- († 1885) = mort en 1885
- a.s. = calendrier julien
- n.s. = calendrier grégorien
- Calendrier
- Calendrier perpétuel
- Liste de calendriers
- Naissances du jour

Le 9 juin est le 160e jour, moins souvent le 161e, de l'année du calendrier grégorien ; il en reste ensuite 205.
Son équivalent était généralement le 21 prairial du calendrier républicain ou révolutionnaire français, officiellement dénommé jour du barbeau (la plante centaur(é)e ou bleuet).

## Événements

### Vesiècleav. J.-C.
- -411 : une révolution dite des « Quatre-Cents » renverse le gouvernement démocratique d'Athènes en pleine guerre du Péloponnèse pour lui substituer une oligarchie.

### Iersiècleav. J.-C.
- -53 : à la bataille de Carrhes, opposant les Romains aux Parthes, ces derniers, menés par le général Suréna, infligent une défaite décisive aux légions du général Crassus.
- -38 : Publius Ventidius Bassus remporte une large victoire sur les Parthes, à la bataille du Mont Gindarus.

### VIIIesiècle
- 721 : à la bataille de Toulouse, le duc d'Aquitaine, Eudes, remporte la victoire, sur le gouverneur d'Al-ʾAndalus, As-Samḥ ibn Mālik Al-Ḫawlāniyy, mettant fin au siège de la ville.

### IXesiècle
- 813 : ouverture du concile de Mayence. Ce concile est l'un des cinq conciles régionaux réunis par Charlemagne cette année-là.

### XIVesiècle
- 1358 : carnage de Mello, lors de la révolte de la Grande jacquerie.

### XVIIesiècle
- 1660 : mariage de Louis XIV de France et de Marie-Thérèse d'Autriche.
- 1667 : début du raid sur la Medway, au cours de la deuxième guerre anglo-néerlandaise.

### XVIIIesiècle
- 1772 : dans un acte de rébellion contre les Actes de navigation, des révolutionnaires américains attaquent et brûlent la goélette britannique Gaspée.
- 1793 : bataille de Saumur, lors de la guerre de Vendée.
- 1798 : bataille d'Arklow (en) et de Saintfield (en), lors de la rébellion irlandaise.
- 1800 : lors de la bataille de Montebello, les troupes françaises, dirigées par Lannes, remportent la victoire sur les Autrichiens, commandés par Peter-Carl Ott.

### XIXesiècle
- 1815 : l'Acte final du congrès de Vienne redéfinit les contours de l'Europe, après la chute de Napoléon Ier.
- 1862 : durant la guerre de Sécession américaine, la bataille de Port Republic met fin à la campagne de la vallée de Shenandoah, sur une victoire du général sudiste Thomas Jonathan « Stonewall » Jackson.
- 1885 : la guerre franco-chinoise prend fin, lors de la signature d'un traité de paix, d'amitié et de commerce, reconnaissant la France comme victorieuse, et la Chine abandonnant sa souveraineté sur l'Annam et le Tonkin, territoires ensuite inclus dans l'Indochine française.

### XXesiècle
- 1928 : Charles Kingsford Smith, Charles Ulm, James Warner et Harry Lyon se posent à Brisbane avec le Southern Cross et deviennent les premiers hommes à avoir traversé l'océan Pacifique en avion.
- 1944 : 
  - le massacre de Tulle, faisant au total 213 victimes civiles, est commis, 72 heures après le débarquement en Normandie.
  - le naufrage du SS Tanaïs fait plusieurs centaines de morts.
- 1946 : Bhumibol Adulyadej devient roi de Thaïlande.
- 1965 : le Viêt Cong engage le combat contre l'armée de la République du Viêt Nam, pendant la bataille de Đồng Xoài, une des batailles les plus importantes de la guerre du Viêtnam.
- 1999 : un cessez-le-feu, accepté par la République Fédérative de Yougoslavie, met fin à la guerre du Kosovo.

### XXIesiècle
- 2011 : résolution no 1984, du Conseil de sécurité des Nations unies, sur la non-prolifération nucléaire.
- 2018 : au Canada, fin du sommet annuel du G7, qui se tient au Manoir Richelieu, à La Malbaie, dans la région de Charlevoix, au Québec.
- 2019 :
  - la Cour constitutionnelle de Moldavie extérieure désigne Pavel Filip comme président par intérim et le charge de dissoudre le Parlement après avoir invalidé la nomination de sa successeure comme Première ministre Maia Sandu.
  - Une élection présidentielle a lieu au Kazakhstan de manière anticipée dans un contexte de démission du président Noursoultan Nazarbaïev et de son remplacement par l'ancien président du Sénat Kassym-Jomart Tokaïev qui convoque le scrutin un an avant la date prévue dans un pays qui n'est généralement pas considéré comme une démocratie. Ce dernier remporte sans surprise ladite élection avec 70,8 % des voix[1].
- 2021 : en Mongolie, l'élection présidentielle a lieu afin d'élire le Président du pays[2]. Le scrutin conduit à une alternance avec la victoire dès le premier tour d'Ukhnaagiin Khürelsükh, du Parti du peuple mongol[3].
- 2024 :
  - fin des élections européennes dans les vingt-sept États membres de l'Union européenne[4].
  - en Belgique, les Élections législatives fédérales ont lieu simultanément avec les Européennes afin d'élire les 150 membres de la Chambre des représentants pour un mandat de cinq ans[5].
  - en Bulgarie, les élections législatives se tiennent de manière anticipée et simultanément avec les Européennes afin d'élire les 240 députés de la 49e législature de l'Assemblée nationale pour un mandat de quatre ans[6].
  - en France, le président de la République Emmanuel Macron dissout l'Assemblée nationale à la suite des résultats des élections européennes.
  - à Saint-Marin, les élections législatives ont lieu afin de renouveler les membres du Grand Conseil général.
  - en Slovénie, un référendum consultatif est organisé à questions multiples afin de permettre à la population de se prononcer sur quatre sujets soumis au vote par le gouvernement Golob.

## Arts, culture et religion
- 1311 : le retable La Maestà est installé sous le dôme de Sienne.
- 1876 : parution en Angleterre du premier roman Les Aventures de Tom Sawyer que l'Américain Mark Twain écrit seul.
- 1934 : première apparition du personnage de Donald Duck dans le court métrage d'animation des studios Disney Une petite poule avisée.

## Sciences et techniques
- 1928 : Charles Kingsford Smith est le premier être humain connu traversant l’océan Pacifique en avion jusqu'à atterrir à Brisbane à bord de son Fokker F.VII Southern Cross.
- 1959 : lancement d'un premier sous-marin à propulsion nucléaire à emporter des missiles mer-sol balistiques stratégiques à charge nucléaire (l'USS George Washington (SSBN-598)).
- 2025 : ouverture de la Conférence des Nations unies sur l'océan qui a lieu à Nice, en France[7].

## Économie et société
- 1989 : création de l'association militante Act Up-Paris de lutte contre le sida.
- 1998 : lancement en France de la Coupe du monde de football par un défilé embouteillé de quatre géants de plus de 20 mètres de hauteur symbolisant les continents africain, américain, asiatique et européen sillonnant le quartier parisien de la place de la Concorde à environ 2 km/h de vitesse[8].

## Naissances

### XVIesiècle
- 1595 : Ladislas IV Vasa, roi de Pologne († 20 mai 1648).

### XVIIesiècle
- 1640 : Léopold Ier de Habsbourg, roi de Hongrie (1655 – 1705) et de Bohême (1657 – 1705) puis archiduc d'Autriche élu empereur des Romains de 1658 à sa mort († 5 mai 1705).
- 1672 (30 mai julien) : Pierre Ier de Russie dit Pierre le Grand (Пётр Алексеевич Романов), tsar de Russie de 1682 sa mort († 8 février 1725).

### XVIIIesiècle
- 1733 : Scipion-Jérôme Brigeat de Lambert  († 4 septembre 1794), doyen de la cathédrale d'Avranches. Mort martyr sur les pontons de Rochefort[9].
- 1781 : George Stephenson, ingénieur britannique († 12 août 1848).
- 1796 : Carl Ludwig Blume, botaniste néerlandais († 3 février 1862).

### XIXesiècle
- 1813 : Hermann Lebert, médecin et naturaliste allemand († 1er août 1878).
- 1836 : Elizabeth Garrett Anderson, première femme à obtenir un diplôme de médecine en Grande-Bretagne († 17 décembre 1917).
- 1843 : Bertha von Suttner, pacifiste autrichienne radicale, lauréate en 1905 du prix Nobel de la paix, vice-présidente du Bureau international de la paix († 21 juin 1914).
- 1844 : Bernard Saint-Jours, douanier, historien et géographe français.
- 1849 : Michael Peter Ancher, peintre danois, associé au groupe des Peintres de Skagen († 19 septembre 1927).
- 1851 : Charles Joseph Bonaparte, homme politique américain; 46e procureur général des États-Unis († 28 juin 1921).
- 1859 : Doveton Sturdee, militaire britannique († 7 mai 1925).
- 1865 : Albéric Magnard, compositeur français († 3 septembre 1914).
- 1874 : Launceston Elliot, haltérophile, lutteur, gymnaste et athlète écossais, champion olympique en 1896 († 8 août 1930).
- 1882 : Bobby Kerr, athlète canadien d'origine irlandaise, champion olympique sur 200 m. en 1908  († 12 mai 1963).
- 1890 : Marie Gérin-Lajoie, travailleuse sociale canadienne († 7 janvier 1971).
- 1891 : Cole Porter, chanteur américain († 15 octobre 1964).
- 1898 : Curzio Malaparte, écrivain, journaliste et diplomate italien († 19 juillet 1957).
- 1900 : Fred Waring (en), musicien, chef d’orchestre, et personnalité américaine de la radio et de la télévision († 29 juillet 1984).

### XXesiècle
- 1911 :
  - André Dewavrin, officier français, chef des services secrets de la France libre, le B.C.R.A (Bureau central de renseignements et d’action), pendant la Seconde Guerre mondiale, compagnon de la Libération († 20 décembre 1998).
  - Maclyn McCarty, généticien américain († 2 janvier 2005).
- 1913 : Helene Madison, nageuse américaine, triple championne olympique en 1932 († 27 novembre 1970).
- 1914 : Jacques Fauvet, journaliste français († 1er juin 2002).
- 1915 : Les Paul (Lester William Polsfuss dit), guitariste de jazz américain († 13 août 2009).
- 1916 : Robert McNamara, homme politique américain († 6 juillet 2009).
- 1920 : 
  - Paul Guichonnet, géographe et historien français, spécialiste de la Savoie et de l'unité italienne († 13 septembre 2018).
  - Pierre Lambert, homme politique français († 16 janvier 2008).
- 1921 : Jean Lacouture, journaliste et historien français († 16 juillet 2015).
- 1922 : 
  - George Axelrod, écrivain, scénariste, producteur, réalisateur et acteur américain († 21 juin 2003).
  - Fernand Seguin, biochimiste, animateur et vulgarisateur scientifique québécois († 19 juin 1988).
- 1924 : Tony Britton, acteur britannique († 22 décembre 2019).
- 1925 : Jérôme Lindon, éditeur français († 9 avril 2001).
- 1926 : Jimmy Gourley, guitariste de jazz américain († 7 décembre 2008).
- 1927 : Franco Donatoni, musicien italien († 17 août 2000).
- 1929 :
  - Johnny Ace, chanteur américain († 24 décembre 1954).
  - Hervé Navereau, général d'armée français († 27 février 2019).
- 1930 :
  - Barbara (Monique Serf dite), chanteuse française († 24 novembre 1997).
  - Jordi Pujol i Soley, homme politique catalan, président de la Généralité de Catalogne de 1980 à 2003.
- 1931 : 
  - Françoise Arnoul (Françoise Gautsch dite), actrice française († 20 juillet 2021).
  - Joe Santos, acteur américain († 18 mars 2016).
  - Nandini Satpathy, femme politique indienne († 4 août 2006).
  - Bill Virdon, joueur et gérant de baseball américain († 23 novembre 2021).
- 1933 : Georges Abi-Saab (Georges Michel Abi-Saab), avocat égyptien, professeur de droit international.
- 1934 : Jackie Wilson, chanteur américain († 21 janvier 1984).
- 1936 : 
  - Francis Lemaire, acteur belgo-français  († 5 mars 2013).
  - Jackie Mason, acteur et cinéaste américain († 24 juillet 2021).
  - Isabelle Pierre, chanteuse, animatrice, illustratrice et auteure de bandes dessinées canadienne.
- 1937 : Francis Joffo, acteur, auteur et metteur en scène français de télévision et de théâtre († 11 juin 2013).
- 1939 :
  - Michel Lang, réalisateur français († 24 avril 2014).
  - Charles Webb, écrivain américain († 16 juin 2020).
- 1940 : André Vallerand, économiste et homme politique québécois.
- 1941 : 
  - Jon Lord, musicien britannique du groupe Deep Purple († 16 juillet 2012).
  - Maurizio Zamparini, homme d'affaires et dirigeant sportif italien († 1er février 2022).
- 1943 :
  - Kenny Barron, musicien américain.
  - Solveig Nordlund, cinéaste et metteur en scène portugaise.
- 1944 : Christine Goitschel, skieuse alpine française.
- 1945 : 
  - Faïna Melnyk, athlète soviétique, championne olympique du lancer du disque  († 16 décembre 2016).
  - Luis Ocaña, coureur cycliste espagnol († 20 mai 1994).
- 1946 : James Kelman, écrivain écossais.
- 1947 : Mick Box, guitariste anglais du groupe Uriah Heep.
- 1950 : Trevor Bolder, bassiste anglais du groupe Uriah Heep († 21 mai 2013).
- 1951 : 
  - Dave Parker, joueur de baseball américain.
  - Jean-Frantz Taittinger, homme d'affaires, entrepreneur et homme politique français.
  - Ismail Abilov, lutteur bulgare, champion olympique.
- 1952 : Youssouf Raza Gilani, homme politique pakistanais.
- 1953 : Antonio Percassi, footballeur puis homme d'affaires italien.
- 1954 : Elizabeth May, femme politique canadienne, chef du Parti vert du Canada de 2006 à 2019.
- 1955 : 
  - Yves Bigot, journaliste et producteur français.
  - Tiébilé Dramé, homme politique malien.
- 1956 :
  - Patricia Cornwell, romancière américaine.
  - Francine Raymond, auteure-compositrice et interprète québécoise.
- 1958 : 
  - Thomas Hengelbrock, violoniste et chef d'orchestre allemand.
  - Esko Rechardt, navigateur finlandais, champion olympique.
- 1959 : 
  - José Guirao, administrateur culturel et homme politique espagnol († 11 juillet 2022).
  - Louis Hamelin, romancier, chroniqueur et critique littéraire québécois.
  - Laure Killing, actrice française († 18 novembre 2019).
- 1961 :
  - Didier Bienaimé, acteur français († 7 août 2004).
  - Jean-Pierre Caillot, entrepreneur et président de club de football français.
  - Michael J. Fox, acteur américain.
  - Aaron Sorkin, scénariste et producteur américain.
- 1962 : 
  - Isabelle Miquelon, actrice québécoise.
  - Paul Beatty, écrivain américain.
- 1963 :
  - Johnny Depp, acteur et cinéaste américain.
  - David Koepp, scénariste, réalisateur et producteur américain.
  - Pascal Massuel, épéiste français.
- 1964 :
  - Sylvie Loeillet, actrice française.
  - Alexis Martin, acteur, dramaturge et scénariste québécois.
  - Gloria Reuben, actrice et productrice canadienne.
- 1965 : Szczepan Sadurski, journaliste satirique polonais, caricaturiste et dessinateur.
- 1967 : Jian Ghomeshi, musicien, écrivain et animateur canadien de radio et de télévision.
- 1969 :
  - Martin Baltisser, homme politique suisse.
  - André Racicot, joueur de hockey sur glace québécois.
  - Mike Schreiner, homme politique canadien, chef du Parti vert de l'Ontario depuis 2009.
  - Kenny Williams, basketteur américain.
  - Eric Wynalda, footballeur américain.
- 1970 :
  - Steven Guilbeault, homme politique québécois, cofondateur d'Équiterre.
  - Stéphane Plaza, agent immobilier, animateur français d'émissions télévisées immobilières voire comédien.
- 1971 : Jean Galfione, perchiste français, champion olympique en 1996.
- 1973 : 
  - Magalie Madison, comédienne et chanteuse française.
  - Sophie Turrel, illustratrice française.
- 1974 : Sagamore Stévenin, acteur français.
- 1975 :
  - Stéphane Degout, artiste lyrique français.
  - Kasper Nielsen, handballeur danois.
  - Renato Vugrineč, handballeur slovène puis macédonien.
- 1977 : Olin Kreutz, joueur américain de football américain.
- 1978 :
  - Matthew Bellamy, chanteur et musicien britannique du groupe Muse.
  - Michaela Conlin, actrice américaine.
  - Miroslav Klose, footballeur allemand.
  - Heather Mitts, footballeuse américaine.
  - Tonči Valčić, handballeur croate.
- 1979 : Émilie Loit, joueuse de tennis française.
- 1980 :
  - Anthony Geslin, coureur cycliste français.
  - Marcin Wasilewski, footballeur polonais.
- 1981 : Natalie Portman, actrice israélo-américaine.
- 1983 : Théodora de Grèce, princesse de Grèce et de Danemark.
- 1984 : 
  - Wesley Sneijder, footballeur néerlandais.
  - Yulieski Gurriel, joueur de baseball cubain, champion olympique.
- 1985 : Johannes Fröhlinger, cycliste sur route allemand.
- 1987 : Mohamed M'Changama, footballeur franco-comorien.
- 1988 :
  - Mimi Belete, athlète de fond et demi-fond bahreïnienne.
  - Jason Demers, joueur de hockey sur glace canadien.
  - Ryan Thompson, basketteur américain.
- 1989 : Julie Bresset, vttiste de cross-country française.
- 1990 : 
  - Mateo Pavlović, footballeur bosnien-croate.
  - Calum von Moger, acteur et culturiste australien.
- 1992 : Yannick Agnel, nageur français.
- 1993 :
  - Danielle Chuchran, actrice américaine.
  - Jean Deza, footballeur péruvien.
  - Guillaume Martin, cycliste sur route français.
  - Ilyich Rivas, chef d'orchestre américano-vénézuélien.
- 1995 : Walide Khyar, judoka franco-marocain.

## Décès

### Iersiècle
- 68 : Néron (Lucius Domitius Ahenobarbus dit), 5e empereur de Rome de 54 à sa mort (° 15 décembre 37).

### ivesiècle
- 373 : Éphrem le Syriaque, diacre romain (° vers 306).

### XIesiècle
- 1012 : Unger, prélat polonais (° inconnue).

### xiiiesiècle
- 1238 : Pierre des Roches, évêque britannique (° inconnue).
- 1252 : Othon Ier de Brunswick, duc de Brunswick-Lunebourg (° vers 1204).

### XVIesiècle
- 1572 : Jeanne d'Albret, reine de Navarre, mère de Henri IV (° 16 novembre 1528).
- 1583 : Thomas Radclyffe, comte de Sussex (° 1525).

### XVIIIesiècle
- 1701 : Philippe d'Orléans, prince royal français, frère du roi Louis XIV dit Monsieur (° 21 septembre 1640).
- 1716 : Banda Singh Bahadur, jathedar et général sikh (° 27 octobre 1670).
- 1717 : Madame Guyon (Jeanne Marie Bouvier de la Motte Guyon dite), mystique française (° 13 avril 1648).
- 1768 : Jakob Carpov, philosophe allemand (° 29 septembre 1699).

### XIXesiècle
- 1870 : Charles Dickens, écrivain britannique (° 7 février 1812).
- 1874 : Cochise, chef apache (° vers 1812).
- 1875 : Gérard Paul Deshayes, géologue et conchyliologue français (° 13 mai 1795).
- 1886 : Erminnie A. Smith, géologue et anthropologue américaine (° 1836).
- 1892 : William Grant Stairs, explorateur canado-britannique (° 1er juillet 1863).

### XXesiècle
- 1903 : Gaspar Núñez de Arce, poète et homme politique espagnol (º 4 août 1834).
- 1923 :
  - Helena du Royaume-Uni, troisième fille de la reine Victoria, sœur du roi Edouard VII (° 25 mai 1846).
  - Arishima Takeo, homme de lettres japonais (º 4 mars 1878).
- 1942 :
  - Maurice Wilmotte, philologue belge (° 11 juillet 1861).
  - František Erben, gymnaste tchécoslovaque (° 27 novembre 1874 ).
- 1944 : Pierre Souletie et Lucien Ganne, résistants français (° 12 février 1910 et 10 juin 1921).
- 1946 : Rama VIII, roi de Thaïlande (° 20 septembre 1925).
- 1958 : Robert Donat, acteur britannique (° 18 mars 1905).
- 1961 : Camille Guérin, vétérinaire et biologiste français (° 22 décembre 1872).
- 1963 : Jacques Villon, peintre français (° 31 juillet 1875).
- 1973 :
  - John Creasey, écrivain britannique (° 17 septembre 1908).
  - Erich von Manstein, maréchal allemand (° 24 novembre 1887).
- 1974 : Miguel Angel Asturias, écrivain guatémaltèque, prix Nobel de littérature en 1967 (° 19 octobre 1899).
- 1979 : Cyclone Taylor, joueur de hockey sur glace canadien (° 23 juin 1884).
- 1989 : 
  - George Wells Beadle, généticien américain, prix Nobel de physiologie ou médecine en 1958 (° 2 octobre 1903).
  - Norman Brearley, pilote australien (° 22 décembre 1890).
- 1991 : Claudio Arrau, pianiste américain d’origine chilienne (° 6 février 1903).
- 1992 : Big Miller (en), chanteur et bassiste de jazz et de blues canadien d’origine américaine (° 18 décembre 1922).
- 1993 : Alexis Smith, actrice canadienne (° 8 juin 1921).
- 1995 : Noël Devaulx (René Forgeot dit), homme de lettres français (° 9 décembre 1905 ou 1901).
- 1996 : 
  - Rafaela Aparicio, actrice espagnole (° 9 avril 1906).
  - Aimé Major, chanteur et acteur québécois (° 7 février 1924).
  - Nhiek Tioulong, homme politique cambodgien (° 23 août 1908).
- 1997 : Stanley Knowles, homme politique canadien (° 18 juin 1908).
- 1998 : Agostino Casaroli, prélat italien, cardinal secrétaire d'État de 1979 à 1990 (° 24 novembre 1914).
- 1999 :
  - Patricio Eguidazu, footballeur espagnol (° 8 novembre 1919).
  - Maurice Journeau, compositeur français (° 17 novembre 1898).
  - Andrew L. Stone, scénariste, réalisateur, producteur et romancier américain (° 16 juillet 1902).
- 2000 : 
  - John Abramovic, basketteur américain (° 9 février 1919).
  - Ernst Jandl, poète autrichien (° 1er août 1925).
  - Jacob Lawrence, peintre afro-américain (° 7 septembre 1917).
  - George Segal, peintre et sculpteur américain (° 26 novembre 1924).

### XXIesiècle
- 2004 : Roosevelt Brown, joueur américain de football américain (° 20 octobre 1932).
- 2005 : Jean-Alain Tremblay, écrivain québécois (° 18 mars 1952).
- 2007 : Ousmane Sembène, réalisateur et écrivain sénégalais (° 1er janvier 1923).
- 2011 : 
  - Tomoko Kawakami, seiyū japonaise (° 25 avril 1971).
  - Claude Léveillée, auteur-compositeur, interprète et acteur québécois (° 16 octobre 1932).
- 2012 : 
  - Audrey Arno, actrice et chanteuse française (° 7 mars 1942).
  - Régis Clère, coureur cycliste français (° 15 août 1956).
- 2014 :
  - Rik Mayall, acteur britannique (° 7 mars 1958).
  - Bob Welch, joueur de baseball américain (° 3 novembre 1956).
- 2015 : James Last, compositeur et chef d'orchestre allemand (° 17 avril 1929).
- 2019 : Yves Bot, magistrat français (° 22 août 1947).
- 2021 : Gottfried Böhm, architecte allemand devenu centenaire (° 23 janvier 1920).
- 2022 : 
  - Billy Bingham, footballeur international ailier droit puis entraîneur nord-irlandais (° 5 août 1931).
  - Michel Cosson, dirigeant d'entreprise français (° 4 août 1931).
- 2023 : Alain Touraine, sociologue, directeur à l'ÉHÉSS et éditorialiste français (° 3 août 1925).
- 2024 :
  - William Carragan, musicologue, claveciniste et arrangeur britannique (° 18 juillet 1937).
  - Ralph Caulton, joueur de rugby à XV néo-zélandais (° 10 janvier 1937).
  - Lynn Conway, électronicienne, informaticienne, inventrice et militante trans américaine (° 10 janvier 1938).
  - Kim Kwang-lim, poète sud-coréen (° 21 septembre 1929).
  - Mikhaïl Koliouchev, coureur cycliste sur piste soviétique puis ouzbèke (° 28 avril 1943).
- 2025 :
  - Victor-Lévy Beaulieu, écrivain, dramaturge, polémiste et éditeur canadien (° 2 septembre 1945).
  - Constance Cumbey, avocate, militante et écrivaine chrétienne évangélique américaine (° 29 février 1944).
  - Frederick Forsyth, journaliste et romancier britannique (° 25 août 1938).
  - Tibor Kincses, judoka hongrois (° 12 février 1960).
  - Kimiko Nishimoto, photographe et célébrité d'Internet japonaise (° 22 mai 1928).
  - Marcel Sabou, footballeur roumain (° 22 août 1965).
  - Sly Stone, musicien, compositeur et producteur américain (° 15 mars 1943).

## Célébrations

### Internationale
- Journée internationale des archives.

### Nationales
- Åland (Finlande, Union européenne à zone euro) : « fête nationale ou de l'autonomie d'Åland » commémorant l'entrée en fonction du parlement ålandais en 1922.
- Argentine : día del geólogo / « fête des géologues »[10].
- États-Unis : fête de l'unité des races.[réf. nécessaire]
- Murcie (Espagne, Union européenne à zone euro) : jour de la région de Murcie (es), communauté autonome méridionale espagnole.
- Ouganda (Union africaine) : fête des héros[11].
- La Rioja (Espagne, Union européenne à zone euro) : día de la Rioja (« jour de la Rioja »), communauté autonome septentrionale et viticole espagnole.

### Religieuse
- Odinisme scandinave (comme la veille 8 juin) : fête du souvenir de Siegfried / Sigurd le Volsung.[réf. nécessaire]

### Saints des Églises chrétiennes

#### Saints des Églises catholiques et orthodoxes
Référencés ci-après in fine, :
- Colomba d'Iona († 597) -ou « Columkill », « Colum(b) Cille », « Colomkille », « Colombeau », « Colme » ou « Colombus »-, abbé irlandais, apôtre de l'Écosse, fondateur du monastère d'Iona.
- Cyrille d'Alexandrie († 444) -ou Cyrille Ier-, patriarche d'Alexandrie, père et docteur de l'Église ; date orthodoxe, fêté le 27 juin par les catholiques.
- Diomède († 288), médecin originaire de Tarse qui aurait habité Nicée, martyr à Nicomédie en Bythinie ; célébré le 16 août[14] par les orthodoxes.
- Éphrem le Syrien († 373), diacre et docteur de l'Église surnommé « la harpe du Saint-Esprit » ; fêté le 28 janvier[15] en Orient.
- Mary (VIe siècle ou VIIe siècle), ermite dans les monts du Cantal, évangélisateur du sud de l'Auvergne (voir 15 août, 1er janvier, aux féminins plus connus aux jours d'hui).
- Maximien de Syracuse († 594), abbé du monastère de Saint-André du Célius à Rome puis évêque de Syracuse en Sicile.
- Prime et Félicien († 286 ou 287), patriciens romains, frères, martyrs à Rome sous l'empereur Dioclétien[16].
- Thècle († vers 347), avec Mariamne, Marthe, Marie et Ennatha, vierges, martyres en Perse sous Chapour II.
- Vincent d'Agen († vers 290), diacre martyr à Agen en Gascogne sous Dioclétien ci-avant.

#### Saints et bienheureux des Églises catholiques
référencés ci-après :
- Anne-Marie Taigi († 1837), bienheureuse laïque italienne.
- Diane d'Andalo († 1236), bienheureuse, directrice de la communauté des dominicaines de Sainte-Agnès à Bologne.
- Cécile (en) († 1290), bienheureuse, moniale dominicaine au couvent de Saint-Sixte de Bologne.
- Fidèle Chojnacki († 1942), bienheureux religieux capucin polonais martyr.
- José de Anchieta († 1597), père jésuite espagnol surnommé l'« apôtre du Brésil » (voir 19 mars).
- Joseph Imbert († 1794), bienheureux, prêtre et martyr sous la Révolution française (voir 19 mars).
- Luigi Boccardo († 1936), bienheureux prêtre italien et fondateur d'une congrégation religieuse.
- Richard (XIIe siècle), évêque d'origine anglaise, élu au service de l'Église d'Andria en Apulie (Italie antique).
- Robert Salt († 1597), bienheureux, frère chartreux anglais, martyr.
- Silvestre Ventura († 1348), bienheureux, convers camaldule à Florence (voir 31 décembre).

#### Saints orthodoxes
aux dates parfois "juliennes" / orientales :
- Cyrille Belozersky († 1427) -ou « Cyrille du Lac Blanc »-, fondateur de monastères en Russie dont le monastère de Kirillo-Belozersky.

#### Saints de l'Eglise copte orthodoxe
- Abraam d'El-Fayoum († 1914), évêque métropolitain d'El-Fayoum en Égypte.

### Prénoms du jour
Bonne fête aux Diane et leurs variantes : Diana, Dianna, Dianne, Dyana & Dyane.
Et aussi aux :
- Éphrem, Ephrem, Éphraïm, Ephraïm.
- Félicien et sa forme féminine Félicienne (Félix et variantes les 12 février, Félicité et variantes les 1er mars).
- Aux José et leurs variantes masculines : Joselin, Joset et Pepito ; et féminines : Josée, Josélaine, Josélène, Joseline, Joséline, Joselle, Joselyne, Josélyne, Josette, Marie-José, Marie-Josée, Marie-Jo, Marijo et Pepita (19 mars).
- Aux Malcolm et leurs formes féminines : Malcolma et Malcolmina.

## Traditions et superstitions

### Dictons
- « À saint-Félicien, mouche à miel n’a plus de biens. »[17],[18]
- « Pluie à la sainte-Diane, ni grain au grenier, ni vin au cellier. »[19]

### Astrologie
Signe du zodiaque : 19e jour du signe astrologique des Gémeaux.

## Toponymie
Les noms de plusieurs voies, places, sites ou édifices de pays ou régions francophones contiennent cette date sous diverses graphies : voir Neuf-Juin .